# LG Optimus Vu II
 LG Optimus Vu II (Còn được gọi là LG Vu 2 ở Hàn Quốc) là một chiếc máy tính bảng/điện thoại thông minh Android ("phablet"), được phát hành vào tháng 9 năm 2012. Chiếc máy với kích thước màn hình 5,0 inch nổi bật giữa những chiếc điện thoại thông minh thông thường và máy tính bảng lớn hơn. Nó được trang bị CPU lõi kép tốc độ 1,5 GHz, kèm theo GPU Adreno 225 và chạy trên 4.0 ICS, giúp Vu II có thể nâng cấp lên 4.1 Jelly Bean.